# Taketa
Taketa (jap. 竹田市 Taketa-shi) – miasto położone w Japonii, w prefekturze Ōita, w północno-wschodniej części wyspy Kiusiu.
Miasto zostało założone 31 marca 1954 roku. 1 kwietnia 2004 roku miasteczka Kujū, Naoiri i Ogi, będące częścią powiatu Naoiri, zostały włączone do miasta, a powiat został rozwiązany.

## Populacja
Zmiany w populacji Taketa w latach 1970–2015:
| Rok  | Populacja |
| ---- | --------- |
| 1970 | 42 873    |
| 1975 | 38 359    |
| 1980 | 36 011    |
| 1985 | 34 693    |
| 1990 | 32 398    |
| 1995 | 30 368    |
| 2000 | 28 689    |
| 2005 | 26 534    |
| 2010 | 24 423    |
| 2015 | 22 342    |

## Miasta partnerskie
- San Lorenzo